# Andy Kirk

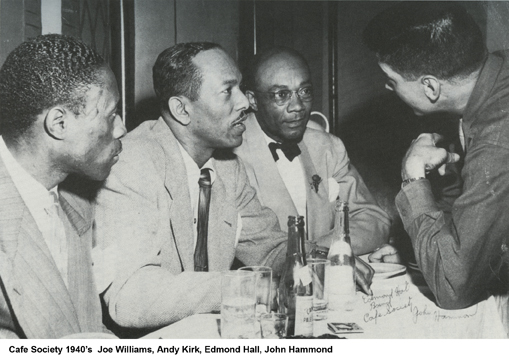
Andy Kirk (zweiter von links)

Andrew Dewey Kirk (* 28. Mai 1898 in Newport, Kentucky; † 11. Dezember 1992 in New York City, New York) war ein US-amerikanischer Big-Band-Leader sowie Bassist (insbesondere Basssaxophonist und Tuba-Spieler).

## Leben
Kirk wuchs in Denver auf, wo er von Paul Whitemans Vater Wilberforce Whiteman Unterricht erhielt. Er begann 1918 als Basssaxophonist und Tuba-Spieler beim George Morrison Orchester; seine Frau Mary Colston Kirk spielte dort Piano. 1925 zog er nach Dallas, wo er bei Terrence Holders Dark Clouds of Joy spielte. 1929 übernahm er die Band (er wurde von den anderen zum Leader gewählt) und nannte sie in Twelve Clouds of Joy um. Ihre großen Erfolge hatte sie nach der Übersiedlung nach Kansas City 1929, wo sich schon in den 1920er Jahren frühen Form des Swing ausbildete und wo 1929–1930 für Brunswick ihre ersten Aufnahmen entstanden. Nach einer Krise, in der die Band beinahe von Blanche Calloway übernommen wurde, waren sie die zweite Bigband aus Kansas City, die neben Bennie Motens Band zu landesweitem Renommee gelangte. Ihr Hauptquartier war der Pla-Mor-Ballroom an der Ecke 32. und Main street, dann der Fairyland Park und Winwood Beach. Gelegentlich tourten sie aber auch an der West- und Ostküste. 1936 hatten sie mit „Until the Real Thing Comes Along“ einen großen Hit. Gesungen wurde er von Pha Terrell, der mit seiner hohen Tenorstimme viel zum Erfolg der Band beitrug – ähnlich der späteren Falsett-Stimmen etwa bei den Ink Spots und den Platters in den 1950er Jahren.
Ihre Erfolge verdankten sie nicht zuletzt auch den Arrangements und Kompositionen der Pianistin Mary Lou Williams, die von 1929 bis 1942 bei der Band war. Der ursprüngliche Pianist Marion Jackson war 1929 vor der ersten Aufnahme-Session für Brunswick Records nicht erschienen und wurde durch Mary Lou Williams ersetzt, die damals die Frau des Band-Mitglieds und Saxophonisten John Williams war und deren Spiel dem Aufnahmeleiter Dave Kapp gefiel. Williams wurde aber erst 1931 offizielles Mitglied der Twelve Clouds of Joy; sie wirkte auch bei Kirks Nummer-1-Hit I Won’t Tell You (I Love You) (1938) und Now I Lay Me Down to Dream mit (1940, #19). Weitere Mitglieder der Band waren zeitweilig Allen Durham, Buddy Tate (Tenorsaxophon), Don Byas, Ben Webster, Fats Navarro, Howard McGhee, Harold Shorty Baker, Kenny Kersey, Claude Williams (Violine), Dick Wilson (Saxophon) und auch kurz Charlie Parker.
Nach dem Weggang von Mary Lou Williams 1942 verkleinerte Kirk die sowieso nicht sehr große Big Band auf 17 Mitglieder, unter denen auch Musiker des (späteren) Modern Jazz wie Navarro, McGhee und Byas waren. Der Verlust ihrer Haupt-Arrangeurin war aber deutlich zu merken. Im Oktober 1942 hatte die Band einen Hit in der neuen „Harlem Hit Parade“ (dem Vorläufer der R&B-Charts) mit „Take It and Git“. 1948 löste sich die Band auf. Kirk hatte Anfang der 1950er Jahre noch kurz eine Band (und leitete gelegentlich in den 1970er Jahren spontan zusammengekommene Bands). Er wurde dann aber anderweitig beruflich tätig (Hotelmanager, Immobilienmakler, für die Musiker-Gewerkschaft, zuletzt aktiv für die Zeugen Jehovas).
1991 erhielt er die NEA Jazz Masters Fellowship.